# 堀内到
堀内 到（ほりうち いたる、1886年7月 - 1947年12月21日）は、日本の政治家。参議院議員（1期）。

## 経歴
熊本県出身。台湾総督府書記となり、新興建築(株)常務取締役、九州木材(株)監査役、九州汽船(株)取締役、(株)三和組顧問などを務める。
1947年の第1回参議院議員通常選挙において熊本県地方区から日本社会党公認で立候補して当選したが、同年12月に死去した。